# Saint-Julien-de-Briola
Saint-Julien-de-Briola é uma comuna francesa na região administrativa de Occitânia, no departamento de Aude. Estende-se por uma área de 11,31 km². Em 2010 a comuna tinha 89 habitantes (densidade: 7,9 hab./km²).